# Eine wen iig, dr Dällebach Kari
Pour plus de détails, voir Fiche technique et Distribution.
Eine wen iig, dr Dällebach Kari est un film dramatique suisse écrit et réalisé par Xavier Koller et sorti en 2011.
Le sujet du film est la vie d'une personnalité originale de la ville de Berne, Karl Tellenbach. La mise en œuvre est basée sur la pièce de théâtre Dällebach Kari de Livia Anne Richard, mise en scène en 2006 au théâtre Gurten.

## Synopsis
Kari Tellenbach est né avec un bec de lièvre. Sa mère le nourrit comme un petit oiseau tombé du nid. Jeune homme, Kari devient coiffeur et, malgré son handicap, conquiert le cœur de la belle et riche Annemarie par son esprit, son charme et sa sensibilité. Sa chance semble presque parfaite, mais les parents de la classe moyenne d'Annemarie ont d'autres projets pour leur fille.

## Fiche technique
- Titre original : Eine wen iig, dr Dällebach Kari
- Titre international anglais : Someone Like Me
- Réalisation : Xavier Koller
- Scénario : Xavier Koller
- Photographie : Felix von Muralt
- Montage : Rosa Albrecht, Gion-Reto Killias
- Musique : Balz Bachmann
- Pays d'origine : suisse
- Langue originale : suisse allemand
- Format : couleur
- Genre : dramatique
- Durée : 111 minutes
- Dates de sortie :
  - Suisse : 1er mars 2012

## Distribution

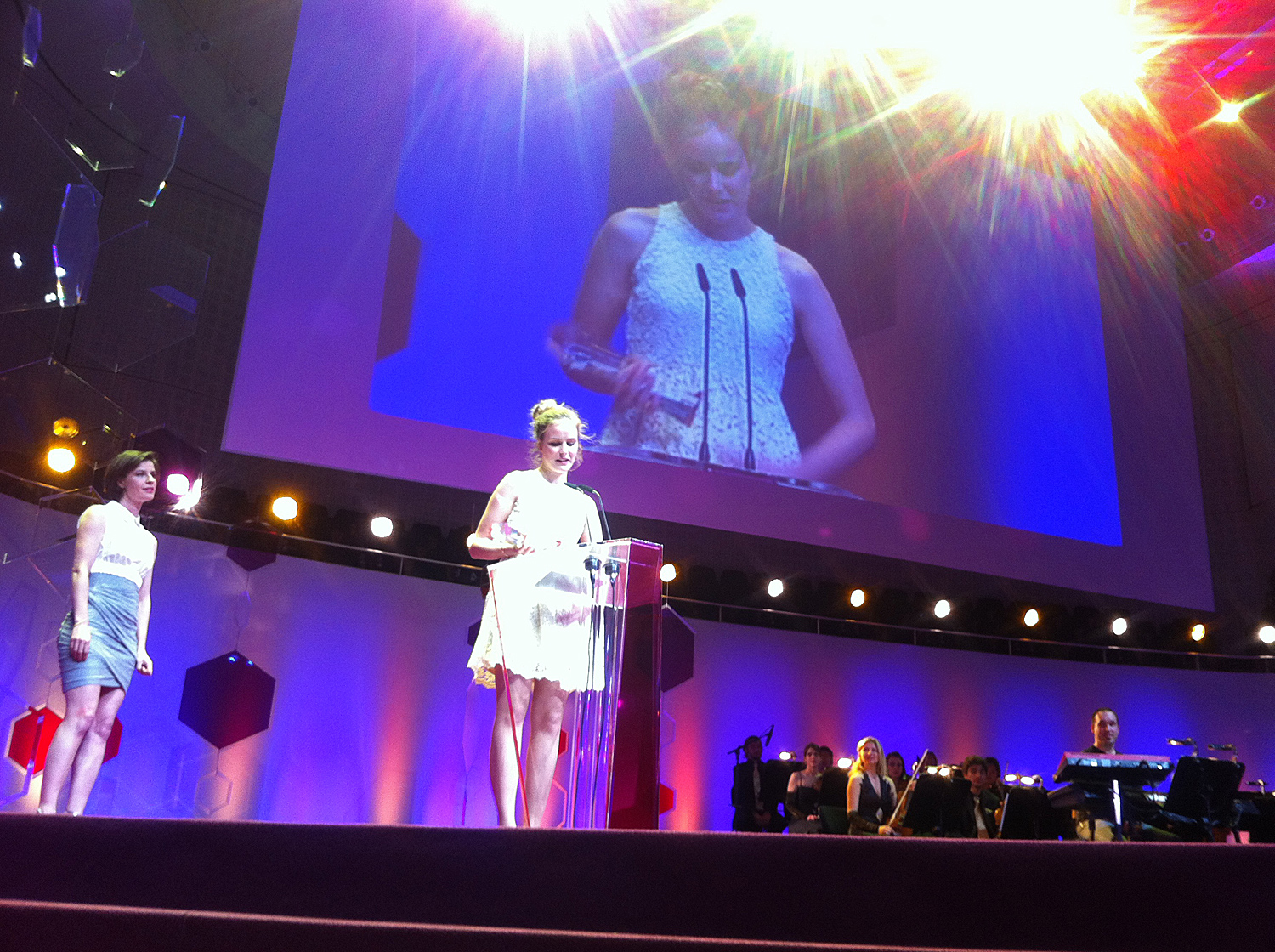
Carla Juri, lauréate du Prix du cinéma suisse de la meilleure actrice (prix Quartz) en 2012.

- Hanspeter Müller (sous le nom de Hanspeter Müller-Drossaart) : Dällebach Kari
- Nils Althaus : Junger Kari
- Carla Juri : Annemarie Geiser
- Bruno Cathomas : Erwin Geiser
- Julika Jenkins : Hannelore Geiser

## Contexte
La première du film s'est déroulée le 19 janvier 2012 au 47e Festival du film de Soleure.